# ウィリー・オーバメヤン
ウィリアム＝フィス・オーバメヤン（William-Fils Aubameyang、1987年2月16日 - ）は、フランス・首都パリ出身のガボン代表サッカー選手。フランスとガボンの二重国籍。

## 経歴
USトリエスティーナのユースチームでキャリアをスタートさせ、2005年にACミランのユースチームに移籍した。2007年12月20日、コッパ・イタリアのカルチョ・カターニア戦でプロデビューを果たした。2008-09シーズンは経験を積むためUSアヴェッリーノでプレー。さらに2009-10シーズンはKASオイペン、2010-11シーズンはACモンツァ・ブリアンツァ1912にそれぞれローン移籍している。
2012年1月にスコットランドのキルマーノックFCへ完全移籍。

## 代表歴
ガボン代表としてアフリカネイションズカップ2010に出場した。

## 人物
父ピエール＝フランソワは元ガボン代表で、ACミランのスカウトをしており、兄カティリナはフランスのGFCOアジャクシオ、弟ピエール＝エメリクはバルセロナに所属している